# The 1 Second Film
The 1 Second Film ist ein gemeinnütziges und gemeinschaftliches Filmprojekt, das Spenden für den Global Fund for Women sammeln möchte.
Der Name entstand, da der Film exakt eine Sekunde dauern wird. Er besteht aus zwölf von vielen Personen gemalten, großen Einzelbildern, die abgefilmt in schneller Folge gezeigt werden. Der Abspann des Films wird hingegen 90 Minuten lang sein und ein Making-of beinhalten.
Jede interessierte Person kann sich für eine Spende ab einem US-Dollar eine Nennung als Produzent im Abspann erkaufen. Im August 2007 hatten sich bereits über 7700 Produzenten beteiligt. Die Macher des Films konnten einige bekannte Hollywood-Stars für ihr Projekt gewinnen, unter anderem Kevin Bacon, Pierce Brosnan und Kiefer Sutherland.
Von September 2007 bis November 2007 planten die Macher des Films eine Reise in einem umgebauten Schulbus quer durch die Vereinigten Staaten, um ihr Projekt bekannter zu machen. Weiterhin hofften sie, am Ende dieser Reise von Oprah Winfrey eine symbolische Spende von einem US-Dollar für ihr Projekt zu erhalten.
Die Idee für The 1 Second Film entstammt einem Studentenprojekt von Nirvan Mullick vom California Institute of the Arts, der auch als Regisseur des Films auftritt.
Nach der Filmpremiere ist geplant, die zwölf Einzelbilder zu versteigern. Alle Gewinne aus dem Film sollen dem Global Fund for Women zukommen.
Stand 2021 ist die Webseite des Projektes nicht mehr abrufbar und der Film wurde bisher nicht realisiert.

## IMDb-Kontroverse
Der Regisseur von The 1 Second Film reichte die Namen der prominenten Produzenten des Films bei der Internet Movie Database (IMDb) ein. Nachdem der Eintrag zunächst abgelehnt worden war, schickte der Regisseur einen Link zu einem Video, in dem Stephen Colbert darum bat, seinen Produzententitel, den er für 11 Dollar erwarb, auf IMDb zu listen. Daraufhin begann IMDb, alle Credits von The 1 Second Film aufzulisten, einschließlich unbekannter Personen, die online mindestens einen Dollar zu dem Projekt beigetragen hatten. Tausende Menschen entdeckten das Filmprojekt in den Produktions-Credits der beteiligten Prominenten. Das Projekt verbreitete sich im Internet und erhielt Spenden aus aller Welt. Mehrere Prominente spendeten ebenfalls online, darunter Jonah Hill und Ryan Reynolds. Der IMDb-Eintrag erreichte über 3.000 Produzenten. Aufgrund der großen Anzahl an Einträgen ersetzte IMDb jedoch alle individuellen Produzenten-Credits durch eine einzelne Angabe „Producers of The 1 Second Film“ („Produzenten von The 1 Second Film“). Später wurde das gesamte Projekt von IMDb entfernt. Jon Reeves, Leiter der Datenerfassung bei IMDb, gab eine Erklärung ab, in der er das Projekt als „Performance-Kunstprojekt und nicht als echten Film“ bezeichnete.